# Ariston Café
O Ariston Café é um restaurante histórico localizado em Litchfield, Illinois, nas margens da Rota 66. O restaurante faz parte do Registro Nacional de Lugares Históricos desde 2006.

## História
O Ariston Café foi construído em 1935 pelos proprietários originais Pete Adam e Tom Cokinos, dois experientes donos de restaurantes. Pete Adam tinha aberto um Ariston Café em Carlinville desde 1924; depois de 1930, um realinhamento da auto-estrada mudou para a Rota 66 dos EUA em Illinois, mais a leste. As obras começaram em 4 de abril de 1935, pelo empreiteiro contratado Henry A. Vasel e o edifício do estabelecimento foi concluído em 5 de Julho de 1935.

## Design
O design do Ariston Café não reflete nenhum estilo arquitetônico particular. Em vez disso, foi construído num estilo utilitário, comum em pequenos edifícios comerciais da sua época. Apesar de não ser estilístico, o edifício contém ecos do popular estilo Art déco da época nas suas cabines interiores. No seu exterior, as características mais distintivas do Ariston são a parede curva do parapeito na fachada frontal e o seu fino e variado trabalho em tijolo. Originalmente, o Ariston, como muitos negócios da Rota 66, tinha duas bombas de combustível à sua frente.

## Significado histórico
O Ariston Café é o restaurante mais antigo a funcionar ao longo de todo o trecho da Rota 66 dos EUA. É representativo dos tipos de negócios que em tempos tiveram grande sucesso ao longo da histórica Rota 66. Apesar de algumas alterações, incluindo a adição de uma sala de banquetes, o edifício ainda mantém um carácter histórico da época da sua construção. O Ariston Café foi inscrito no Registro Nacional de Lugares Históricos dos Estados Unidos em 5 de Maio de 2006.